# Batrachylidae
Los batraquílidos (Batrachylidae) son una familia de anfibios anuros compuesta por cuatro géneros y 14 especies que se distribuyen en Chile y Argentina.

## Géneros
Se reconocen los siguientes cuatro:
- Atelognathus Lynch, 1978 (7 especies)
- Batrachyla Bell, 1843 (5 especies)
- Chaltenobatrachus Basso, Úbeda, Bunge & Martinazzo, 2011 (1 especies)
- Hylorina Bell, 1843 (1 especies)